# 구티족
구티족(Guti)은 자그로스 산맥에서 기원한 고대 근동의 민족이다. 기원전 2150년경 메소포타미아 남부로 이주하여 아카드 제국을 멸망시키고 구티 왕조를 세웠다. 수메르 왕명록에 따르면 아카드 제국 멸망 이후 여러 대에 걸쳐 구티족 왕이 수메르 지역을 통치했다고 전한다. 이들이 사는 곳을 수메르어로 구티움(𒄖𒋾𒌝𒆠)이라고 하였는데 이 구티움이라는 지칭은 나중에 용법이 확장되어 서부 메디아의 여러 집단을 가리키는 데 쓰이기도 했다.

## 기원
세부적인 기록이나 유물이 없어 기원과 물질 문화, 언어 등에 관해서는 알려진 것이 많지 않다. 수메르 왕명록에 있는 구티 왕조의 통치자 이름이 이들의 언어를 추정할 수 있는 유일한 기록인데, 수메르어를 비롯하여 알려진 어떤 언어와도 연관성이 보이지 않는다.

## 역사
기원전 25세기 루갈안네문두에 대한 비문의 고바빌로니아 사본에서 아다브에 조공을 바친 국가들 중 하나로 등장한다. 아카드 제국을 세운 사르곤 대왕은 구티움을 북쪽의 룰루비, 아르마눔, 아카드, 그리고 남쪽의 니쿠, 데르와 함께 자신이 통치하는 땅 중 하나로 언급한다. 한 비문에서는 사르곤의 후계자 나람신이 군대 36만 명을 이끌어 9만 명의 피해를 입고 구트 왕 굴라안을 격파했다고 기록한다. 나람신의 쿠테아 전설에서는 룰루붐의 아누바니니가 약탈한 땅 중 구티움이 있다고 언급하며, 이후 샤르칼리샤리가 재위 중에 구티움을 복속시켰다.
아카드 제국 동안 구티족은 점점 세력을 확장하여 아다브를 점령하기에 이르렀고, 이후 아카드 제국이 멸망함에 따라 메소포타미아의 패권을 장악하였다. 이들의 통치가 얼마나 오래 유지되었는지는 불확실하며 학자에 따라 수 년에서 100년에 이른다고 다양하게 추정한다. 기원전 2050년경 우루크의 총독 우투헤갈이 반란을 일으켜 구트 왕 티리간을 물리치고 수메르 왕으로 즉위하면서 구티 왕조는 끝난다. 우투헤갈의 뒤를 이은 우르남무는 구티움의 파괴를 명령하였다.